# Базиянц, Ашот Падваканович
Ашот Патваканович Базиянц (12 ноября 1919, Астрахань — 16 апреля 1998, Москва) — советский востоковед. Кандидат исторических наук (1950).

## Биография

### Образование
В 1941 году кончил литературный и исторический факультеты АзГПИ, в 1946 году — Военный институт иностранных языков.

### Военная служба

#### Годы службы
1941—1946.

#### Место службы
- 117-я стрелковая дивизия Калининского фронта.
- 45-я запасная стрелковая бригада Южно-Уральского военного округа.

#### Воинское звание
Лейтенант интендантской службы.

#### Награды
- Медаль «За победу над Германией в Великой Отечественной войне 1941—1945 гг.».

### Научная карьера
- Научный сотрудник Института востоковедения РАН (1953).
- Старший научный сотрудник Института востоковедения РАН (1965).

## Сочинения
Автор более 80 опубликованных работ, в том числе:
- Возникновение и деятельность Союза нефтепромышленных рабочих (1905–1908 гг.): из истории рабочего и профсоюзного движения в СССР. — [М.]: Профиздат, 1955. 32 с.
- Из истории большевистской печати Баку в годы первой русской революции. — М.: Изд-во АН СССР, 1957. 96 с.
- Лазаревский институт восточных языков: (исторический очерк). — М.: Изд-во вост. лит., 1959. 56 с.
- Турция: (справочный материал к лекциям). — М.: Знание, 1962. 28 с.
- Азиатский музей — Институт востоковедения АН СССР: 1818—1968. — М.: Наука, 1969. 152 с. Соавт.: Н. А. Кузнецова, Л. М. Кулагина.
- Лазаревский институт в истории отечественного востоковедения. — М.: Наука, 1973. 224 с.
- Лазаревский институт восточных языков в истории отечественного востоковедения: Автореферат диссертации на соискание ученой степени доктора исторических наук. (07.00.02) / АН СССР. Ин-т востоковедения. — М.: Б. и., 1974.
- Правда интереснее легенд. — М.: Наука, 1975. 80 с.
- Владимир Александрович Гордлевский. — М.: Наука, 1979. 80 с., 1 л. портр.
- Над архивом Лазаревых: (очерки). — М.: Наука, 1982. 160 с.
- Обелиск. — Ереван: Армянский открытый ун-т, 1993. 116 с., 13 л. ил. Соавт.: Р. Мартиросян.
- 175 лет Институту востоковедения: (1818—1993). — М.: Б. и., 1993. 100 с.
- По портретной галерее Лазаревых и Абамелек-Лазаревых. — Ереван: Айастан, 1996. 208 с.
- Долгий путь от Тегерана до Санкт-Петербурга. — М.: Б. и., 1997. 80 с.